# Iglesia de Nuestro Señor de Bonfim

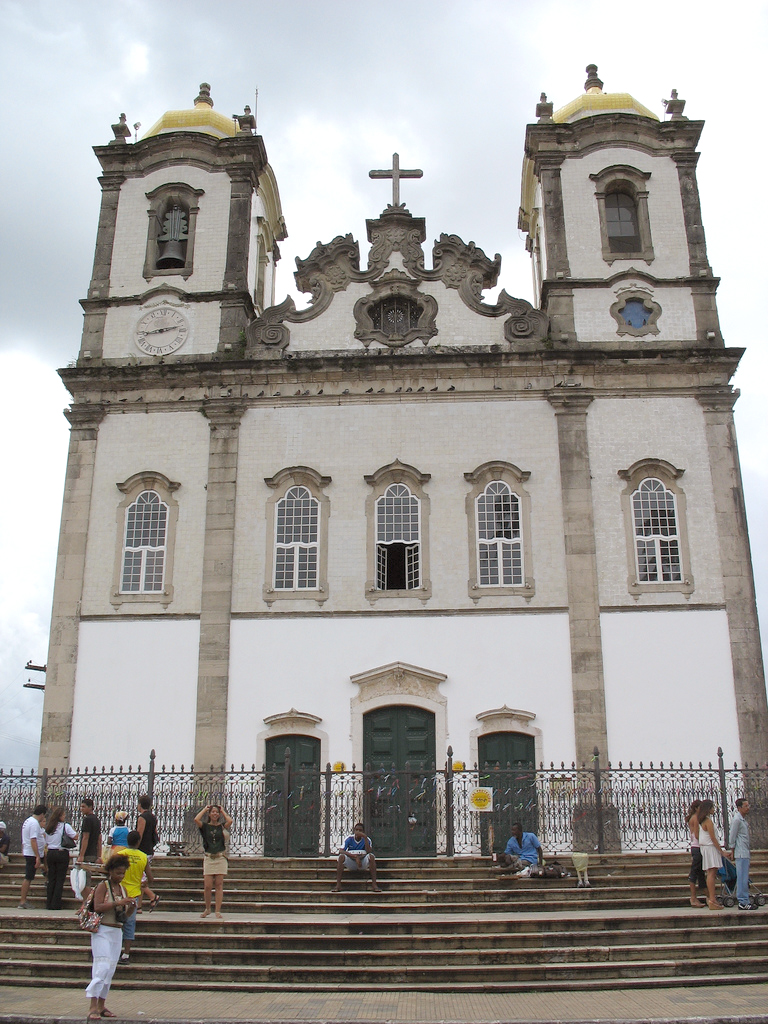
Fachada principal de la Iglesia de Nuestro Señor de Bonfim.

La Iglesia de Nuestro Señor de Bonfim (en portugués Igreja de nosso senhor do Bomfim) es un templo católico, está localizada en la Sagrada Colina, dentro de la Península de Itapagipe, en Salvador, en Brasil. Es allí donde son distribuidas las famosas Fitinhas de Bonfim, que son un souvenir y un amuleto religioso católico típico de la ciudad.

## Monumento
Para el pueblo bahiano, la iglesia de Bonfim es su mayor centro de fe católica. Las imágenes de Nuestro Señor de Bonfim y de Nuestra Señora de la Guía fueron traídas de Portugal a Bahía, a través del capitán de la marina portuguesa Theodozio Rodrigues de Faria, llegando el día 18 de abril de 1745, un domingo de Pascua y quedando recogidas en la iglesia de la Peña, edificada en la punta de la península de Itapagipana, hasta 1754.

## Historia
La imagen de Nuestro Señor de Bonfim fue traída debido a una promesa hecha por el capitán de la marina portuguesa, Theodózio Rodrigues de Faria, que, durante una fuerte tempestad prometió que si sobrevivía llevaría a Brasil la imagen de su devoción. Así, el 18 de abril de 1745, lleva una réplica de la representación de un santo existente en Setúbal, tierra natal del capitán, y custodiada en la iglesia de la Peña hasta el término de la construcción de la iglesia del Señor de Bonfim. En 1754, el interior de la iglesia fue finalizado y las imágenes transferidas para allá en procesión. Luego fue celebrada misa solemne.
La lavada de la Iglesia tuvo inicio en 1773, cuando los integrantes de la «hermandad de los devotos legos» obligaron a los esclavos a lavar la iglesia como parte de los preparativos para la fiesta del Señor de Bonfim, el segundo domingo de enero, después del día de Reyes. Con el tiempo, adeptos del candomblé pasaron a identificar el Señor de Bonfim con Oxalá, un dios de dicha religión. La archidiócesis de Salvador, prohibió, en consecuencia, la fiesta de la lavada en la parte interna del templo y transfirió el ritual a la escalinata. Durante la tradicional lavada, las puertas de la iglesia permanecen cerradas - las bahianas vierten agua en los escalones, al son de música y cánticos africanos.
En 1923, en razón de las conmemoraciones por la independencia de Bahía, fue compuesto el Himno al Señor do Bonfim, de autoría del poeta Arthur de Salles y João Antônio Wanderley. Este himno se volvió muy popular en Bahía y aun continúa hasta hoy.

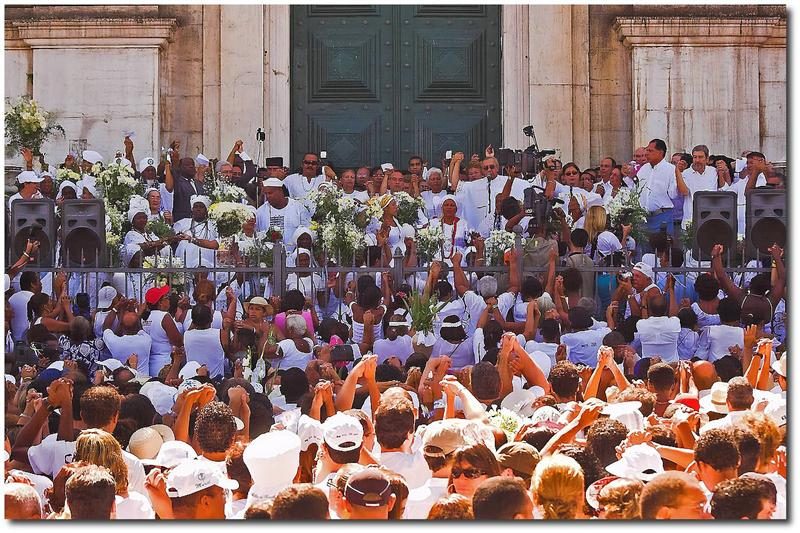
Multitud rezando en frente de la iglesia Conceição da Praia durante la fiesta de Nuestro Señor de Bonfim.

## Arquitectura
Construida en estilo neoclásico con fachada rococó, es la típica iglesia colonial portuguesa. Posee dos torres laterales. La iglesia de Bonfim de Salvador llama la atención por sus dimensiones y por la posición destacada debido a la colina donde fue construida.

## Fiesta de la lavada
Todos los años se realiza la lavagem do Bonfim o fiesta de la lavada, en la escalinata de la iglesia, donde las bahianas vestidas con traje típico lavan con agua perfumada y mucha alegría los escalones. Todo comienza con una procesión desde la iglesia de Nuestra Señora de Concepción de la Playa, patrona de Bahía, hasta la de Bonfim. Una gran gentío acompaña la fiesta.